# Zbygniewa
Zbygniewa – staropolskie imię żeńskie, odpowiednik imienia Zbygniew. Złożone jest z dwóch członów: Zby- ("zbyć, zbyć się, pozbyć się") i -gniewa ("gniew"). Oznacza prawdopodobnie "tę, która się zbyła (pozbyła) gniewu". Istnieje też tłumaczenie alternatywne: „miej zbytek (nadmiar) gniewu” (gniew – jako zapał wojenny – był uważany za cnotę).
Zbigniewa imieniny obchodzi 17 marca.